# Schildknoten

Schildknoten (Grundform)

Ein Schildknoten ist ein Ornament, das in seiner Grundform einem in einen kreisförmigen Umriss eingepassten Tristramsknoten (Schleifenquadrat oder Bowen-Knoten) entspricht, wobei die Krümmung an den auf den Umriss zulaufenden Stellen zu Spitzen transformiert sind. Die vier geraden Stränge bilden zwei in sich parallele Paare mit geringem Abstand oder auch sich berührend, die sich rechtwinklig kreuzen. Zumeist ist eins dieser Paare senkrecht angeordnet, aber häufig auch leicht nach links geneigt oder aber um 45° gegen die Senkrechte geneigt. Als Knotenform ist dies ein Endlosknoten, ein Vierpassknoten und ein trivialer Knoten. An den Kreuzungspunkten ist stets dargestellt, welcher Strang als dem Betrachter zugewandt den anderen verdeckt erscheinen lässt, dabei erscheint die Drehrichtung der vier äußeren Schleifen immer einheitlich.
Komplexere Formen des Schildknotens weisen jeweils identische zusätzliche Schleifen oder Verschlingungen an den vier äußeren Hauptschleifen auf, wobei aber immer die Einpassung in einen kreisförmigen Umriss erhalten bleibt.
Gelegentlich wird auch ein von einem Kreis umschlossener oder auf einem kreisförmigen Gegenstand ausfüllend dargestellter Tristramsknoten selbst (oder ein analoges Ornament aus mehreren parallelen Linienzügen) als Schildknoten bezeichnet.
Der Schildknoten wird von Personen, die der modernen Esoterik oder dem Neopaganismus zugewandt sind, als ein Schutzsymbol verstanden. Dabei wird es zumeist als aus keltischer (aber auch aus germanischer oder anderer) Religions- oder Mystik-Symbolik stammend angesehen, ohne dass sich dabei auf konkrete Beispiele tatsächlicher historischer Verwendung bezogen wird. Er findet sich auf kommerziell angebotenen Amuletten und ähnlichen Gegenständen (beispielsweise Beetsteckern). Auf diesen ist das Symbol in der Regel deutlich im Zentrum dargestellt und häufig von kreisförmig angeordneter weiterer kleinteiligerer Ornamentik umgeben.